# Крюков, Николай Захарович
Николай Захарович Крюков (13 июля 1923, Кохановка, Екатеринославская губерния — неизвестно) — командир отделения взвода пешей разведки 510-го стрелкового полка (154-я стрелковая дивизия, 2-я гвардейская армия, 3-й Белорусский фронт), сержант, участник Великой Отечественной войны, кавалер ордена Славы трёх степеней.

## Биография
Родился 13 июля 1923 года в селе Кохановка (ныне Кропивницкий район Кировоградской области Украины). Из семьи рабочего. Русский. Окончил 9 классов школы.
В Красную армию был призван Елизаветградсковским районным военкоматом Кировоградской области Украинской ССР сразу после начала Великой Отечественной войны, в июле 1941 года. Участник Великой Отечественной войны с 29 июля 1941 года. Воевал на Юго-Западном фронте в составе 212-й воздушно-десантной дивизии, затем на Западном фронте в других частях. Был ранен в сентябре 1942 года и попал в плен.
Был освобождён из плена летом 1944 года наступавшими частями 2-й гвардейской армии в Прибалтике и после краткого пребывания на армейском фильтрационном пункте вторично зачислен в РККА. С июля 1944 года воевал на 2-м Прибалтийском фронте, с сентября 1944 года — на 1-м Прибалтийском фронте.
Разведчик взвода пешей разведки 510-го стрелкового полка (154-я стрелковая дивизия, 6-я гвардейская армия, 1-й Прибалтийский фронт) сержант Николай Крюков неоднократно отличился в ходе блокады курляндской группировки противника и в частных наступательных операциях против неё.
В ночь с 16 на 17 ноября 1944 года он в составе разведгруппы выполнял задачу по захвату контрольного пленного из личного состава опорного пункта северо- восточнее хутора Глазниэки (ныне в составе Приекульского района, Латвия). В группе захвата он проник на вражеский передний край опорного пункта, огнём из автомата уничтожил огневую точку. Своими действиями обеспечил успех своим товарищам, которые захватили пленного. При отходе под мощнейшим огнём противника тащил на себе пленного по нейтральной полосе и доставил его в расположение части.
За образцовое выполнение боевых заданий Командования на фронте борьбы с немецкими захватчиками и проявленные при этом доблесть и мужество приказом частям 154-й стрелковой дивизии № 069/н от 27 ноября 1944 года сержант Крюков Николай Захарович награждён орденом Славы 3-й степени.
Разведчик взвода пешей разведки 510-го стрелкового полка (154-я стрелковая дивизия, 6-я гвардейская армия, 1-й Прибалтийский фронт) сержант Николай Крюков 30 ноября 1944 хода получил новый приказ на захват контрольного пленного. Разведчики ночью ползком приблизились вплотную к первой траншее противника и по команде забросали её гранатами, а затем ворвались в неё. При этом был подорван лично Крюковым немецкий пулемёт с расчётом, а всего истреблено до 10 солдат. Воспользовавшись замешательством противника, разведчики захватили раненого немецкого солдата и под обстрелом через нейтральную полосу доставили его в штаб части.
За образцовое выполнение боевых заданий Командования на фронте борьбы с немецкими захватчиками и проявленные при этом доблесть и мужество приказом войскам 6-й гвардейской армии № 6/н от 18 января 1945 года сержант Крюков Николай Захарович награждён орденом Славы 2-й степени.
Командир отделения взвода пешей разведки 510-го стрелкового полка (154-я стрелковая дивизия, 2-я гвардейская армия, 3-й Белорусский фронт) сержант Николай Крюков вновь отличился в Восточно-Прусской наступательной операции. В бою на подступах к населённому' пункту Топпринен (в 5 километрах юго-западнее города Прейсиш-Эйлау Восточной Пруссии, ныне г. Багратионовск, Калининградская область) в ночной атаке с 9 на 10 февраля 1945 года во главе отделения ворвался в населённый пункт. Гранатами уничтожил 2 пулемётные точки, оборудованные в каменных домах, вместе с их расчётами. Затем в рукопашном бою его отделение вместе с ним уничтожило 7 гитлеровцев. В ходе боя Топпринен был полностью очищен от врага. Через несколько дней, 15 февраля 1944 года, в районе населённого пункта Гросс-Хумкайм при выполнении разведки пленил 2 солдат противника.
За образцовое выполнение боевых заданий Командования на фронте борьбы с немецкими захватчиками и проявленные при этом доблесть и мужество Указом Президиума Верховного Совета СССР от 19 апреля 1945 года сержант Крюков Николай Захарович награждён орденом Славы 1-й степени.
В ходе Восточно-Прусской операции 6 марта 1945 года в районе Кёнигсберга во главе отделения первым ворвался в немецкую траншею. В рукопашном бою уничтожил до 15 немецких солдат, а также отделением была захвачена немецкая пушка. На следующий день, 7 марта, отделение во главе с Крюковым ворвалось в здание, приспособленное под укреплённый пункт, и истребило до взвода немецких солдат, а уцелевшие 5 солдат были взяты в плен. 14 и 15 марта 1945 года в бою за сильно укреплённый населённый пункт Гермсдорф (ныне посёлок Пограничный Багратионовского района Калининградской области) одним из первых ворвался на окраину и в рукопашном бою уничтожил лично 6 немцев. Умелые и отважные действия разведчиков способствовали успешному штурму Хермсдорфа. За подвиги в Восточной Пруссии весной 1945 года наградами разведчику стали ещё два боевых ордена.
В 1945 году был демобилизован. Жил в городе Мелитополь Запорожской области Украинской ССР. Работал плотником. По некоторым данным, после 1990 года переехал на постоянное жительство в Российскую Федерацию. О дальнейшей судьбе информации нет.

## Награды
- Орден Красного Знамени (11.03.1985)[4]
- Орден Отечественной войны I степени (6.04.1985)[5]
- Орден Отечественной войны II степени (26.03.1945)[6]
- Орден Славы 1-й степени (19.4.1945)[7]
- Орден Славы 2-й степени (18.01.1945)[8]
- Орден Славы 3-й степени (27.11.1944)[9]
- Медаль «За отвагу»(26.09.1944)[10]
- Медаль «В ознаменование 100-летия со дня рождения Владимира Ильича Ленина» (6 апреля 1970)
- Медаль «За победу над Германией в Великой Отечественной войне 1941—1945 гг.» (9 мая 1945[11])
- Юбилейная медаль «Двадцать лет Победы в Великой Отечественной войне 1941—1945 гг.» (7 мая 1965[12])
- Юбилейная медаль «Тридцать лет Победы в Великой Отечественной войне 1941—1945 гг.»[13]
- Медаль «Ветеран труда»
- Медаль «30 лет Советской Армии и Флота»[14]
- Юбилейная медаль «40 лет Вооружённых Сил СССР»[15]
- Юбилейная медаль «50 лет Вооружённых Сил СССР» (26 декабря 1967[16])
- Юбилейная медаль «60 лет Вооружённых Сил СССР» (28 января 1978[17])
- Знак «25 лет победы в Великой Отечественной войне» (1970)
- ряд медалей